# Авінда
Аві́нда (крим. Avinda) — гірська вершина на Головному пасмі Кримських гір, найвища точка Нікітської яйли. Підноситься у вигляді купола над Південним берегом Криму в районі селища міського типу Гурзуф. Висота над рівнем моря — 1472 м.
Складається із вапняків; розвинуті карстові форми рельєфу. Укрита гірсько-лучною рослинністю, на схилах — розріджені соснові ліси.
Із 1923 року — у складі Кримського заповідно-мисливського господарства.

## Назва
Оронім виник способом трансонімізації гідроніма, що походить від іранського ав- «вода» і суфіксу -інда / -унда / -онда / -да на означення місця, в якому багато чогось, тобто за ознакою «місце, в якому багато води». Твірний гідронім міг сформуватися на ґрунті давньоіранського ар- / ab «вода» в скіфському мовному середовищі. На думку В. А. Бушакова, гідронім постав на основі давньогрецького слова на означення місця зборів, що малоймовірно з огляду на неможливість переходу γ у β в грецькій мові або грецької γ в слов'янську в.